# 莫什港
莫什港（葡萄牙語：Porto de Mós），是葡萄牙的城鎮，位於該國中部，由萊里亞區負責管轄，始建於1305年，面積261.83平方公里，2011年人口24,342，該城鎮人口密度每平方公里92.97人。
39°36′6″N 8°49′3″W / 39.60167°N 8.81750°W